# 모피를 입은 비너스 (2013년 영화)
모피를 입은 비너스(La Venus a la fourrure, Venus in Fur)는 프랑스와 폴란드에서 제작된 로만 폴란스키 감독의 2013년 드라마 영화이다. 엠마누엘 자이그너 등이 주연으로 출연하였다.

## 출연

### 주연
- 엠마누엘 자이그너
- 마티유 아말릭

## 제작진
- 원작자: 데이빗 아이브스